# Goniophthalmus rufescens
Goniophthalmus rufescens är en tvåvingeart som först beskrevs av Baranov 1938.  Goniophthalmus rufescens ingår i släktet Goniophthalmus och familjen parasitflugor. Inga underarter finns listade i Catalogue of Life.